# Бредов, Инго фон
Инго фон Бредов (нем. Ingo von Bredow, 12 декабря 1939, Шлезвиг, Шлезвиг-Гольштейн, нацистская Германия — 4 ноября 2015) — западногерманский яхтсмен, бронзовый призёр летних Олимпийских игр в Риме (1960).

## Спортивная карьера
В 1956 г. вместе с Рольфом Мулкой, с которым на протяжении карьеры представлял «Северо-немецкий гребной клуб» (Norddeutschen Regatta Verein) из Гамбурга, завоевал титул чемпиона мира в классе лодок «Летучий голландец». На летних Олимпийских играх в Мельбурне (1956) спортсмены были шестыми в классе «Шарпи». В 1957 немецкий дуэт победил как на чемпионате ФРГ, так и на первенстве мира в классе лодок «Летучий голландец» и был вторым на континентальном первенстве. В 1959 г. спортсмены вновь выиграли немецкий чемпионат и стали бронзовыми призёрами мирового первенства.
На летних Олимпийских играх в Риме (1960), где «Летучий голландец» был впервые включён в олимпийскую программу, немецкие яхтсмены выиграли бронзу.